# Mohamed ben Arafa
Mohamed ben Arafa (en árabe, محمد بن عرفة) fue un familiar del sultán de Marruecos Mohamed V, colocado como sultán títere en sustitución de este por el residente general francés durante dos años.

## Vida antes de subir al trono
Su padre, Moulay Arafa, era hermano del sultán Hasán I, abuelo de Mohamed V. La familia residía en Fez, que en el momento de nacer Mohamed Ben Arafa era aún el centro político del llamado Imperio Jerifiano. Moulay Arafa tenía un cargo militar de suma importancia, ya que conquistó El Rif. Su hijo, sin embargo, gracias a la considerable fortuna familiar se dedicó fundamentalmente a los estudios religiosos en la universidad coránica Qarawiyyin. Hasta su entrada en la escena política marroquí, Ben Arafa repartió su tiempo entre la espiritualidad y la gestión de las grandes explotaciones agrícolas que le legara su padre, desde su palacio en la ciudad vieja de Fez.

## Reinado
En los años 50, Ben Arafa es contactado por el residente general francés, Augustin Guillaume y el Glaui, bajá de Marrakech y enemigo de los alauíes. Le proponen que sustituya a Mohamed V en el trono: el sultán mostraba demasiadas simpatías por la causa de la independencia y los nacionalistas empezaban a convertirle en un símbolo, lo que había llevado a la administración colonial a considerar su deposición y sustitución por alguien más maleable. Ben Arafa era una de las posibilidades: la Residencia había contactado a otros alauíes, como el jalifa (representante del sultán en la zona española, residente en Tetuán), Moulay Hasan Ben el-Mehdi. 
Ben Arafa rechaza la oferta, pero en 1953, ante la insistencia y por razones no aclaradas, acepta colaborar en la destitución de su sobrino en Segundo Grado, que es enviado al destierro en Madagascar junto con su hijo, el futuro Hasán II. Ben Arafa parece cumplir su papel tímidamente: se instala en un ala del palacio real de Rabat, sin atreverse a utilizar los aposentos privados de los desterrados, y en general su presencia es discreta. 
El reinado no dura mucho. El exilio forzado de Mohamed V le convierte definitivamente en un símbolo nacional; en el país se multiplican las manifestaciones, la violencia e incluso los casos de histeria colectiva, como cuando los habitantes de Rabat creen ver el rostro de su sultán exiliado dibujado en la Luna. En octubre de 1955, iniciadas ya las negociaciones que llevarán a la independencia del país, Ben Arafa debe abdicar para que Mohamed V pueda ocupar de nuevo el trono.

## Exilio
Ben Arafa, considerado un traidor, marcha inicialmente a Tánger, ciudad internacional. Cuando la ciudad pasa a estar bajo soberanía marroquí, las autoridades francesas le preparan una lujosa residencia en Niza, donde se instala. En Niza recibe regularmente visitas de antiguos colaboradores, familiares y administradores de los bienes de la familia, así como de estudiantes marroquíes que esperan obtener algún apoyo económico. Sin embargo, se vuelve cada vez más solitario, sobre todo tras la muerte de su esposa (hermana de la principal esposa de Mohamed V), apenas sale y dedica largas horas a la lectura del Corán. Nunca habla, que se sepa, de las circunstancias que le llevaron de su feudo en Fez al palacio de Rabat y luego al exilio. O más bien al destierro, pues tiene prohibido el regreso a Marruecos. 
A finales de los años 60 se instala en Beirut, punto de reunión de jeques y príncipes de varios países árabes. Su piso (situado en un lujoso inmueble de la capital libanesa) es asaltado por unos ladrones que roban su sello real, símbolo de su paso por el trono. Tras esta experiencia, Ben Arafa decide volver a Niza, donde fallecerá en julio de 1976.
Su cuerpo fue depositado en la mezquita de París hasta que Hasán II autorizó años más tarde su traslado y discreto entierro en Fez, en una tumba escasamente reconocible de un pequeño cementerio. Uno de sus hijos, que había residido con el padre en el palacio real de Rabat, tendrá como él prohibida su entrada en Marruecos. Al otro hijo varón, inicialmente exiliado en Madrid, se le permitió regresar y se instaló en Tánger, en la misma casa que acogió temporalmente a su padre camino del exilio en Francia. Las hijas, así como el resto de su familia en Marruecos, no sufrieron aparentemente ningún ostracismo ni represalia, y en tanto que alauíes fueron invitadas con frecuencia por Hasán II a diversos actos.

## Distinciones honoríficas
- Caballero Gran Cruz de la Orden de la Legión de Honor (República Francesa, 10/12/1953).[2]